# Battaglia di Karánsebes

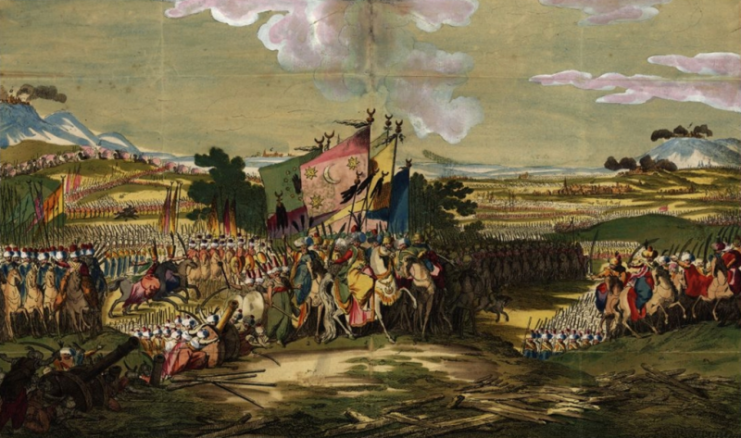
La battaglia di Karánsebes in un dipinto del 1795

La cosiddetta battaglia di Karánsebes fu un incidente di fuoco amico, sulla cui effettiva esistenza ci sono vari dubbi, avvenuto tra i soldati dell'Impero asburgico nel 1788.

## Storia
Durante la guerra turco-austriaca del 1787-91 una forza asburgica di circa 100.000 uomini si era accampata nella città banatina di Caransebeș (allora Regno Apostolico d'Ungheria e dal 1919 parte della Romania) per attraversare il fiume Timiș. Fu allora che avvenne l'incidente.
Secondo un racconto probabilmente falso, di cui non esistono fonti storiche certe, la battaglia fu contraddistinta da un buffo incidente. Il 17 settembre 1788, l'avanguardia asburgica (composta prevalentemente da ussari) attraversò il fiume per cercare qualche possibile presenza dei nemici ottomani: non li trovò, ma si imbatté in un gruppo di rom, da cui acquistò dei liquori.
Poco dopo un reparto di fanteria attraversò il fiume e, imbattutosi negli ussari ormai ubriachi, pretese che fosse dato anche a loro del liquore. Iniziò quindi una rissa, con i cavalieri austriaci che innalzarono delle fortificazioni fittizie. A quel punto i fanti, per far fuggire gli ussari, iniziarono a gridare Turcii! Turcii! (romeno; "I turchi! I turchi!"). Subito il panico si impadronì dei soldati e uno di essi accidentalmente sparò. Lo sparo innescò una reazione a catena; infatti gli ussari e i fanti credevano che i rispettivi compagni fossero dei turchi travestiti da austriaci o da rumeni.
Per calmare il subbuglio arrivarono allora gli ufficiali austriaci con la cavalleria, gridando Halt! (tedesco; "Stop!"). Le unità romene, a cui si erano unite unità lombarde e slovacche, non capirono il segnale degli ufficiali ed equivocarono l'Halt! degli ufficiali per un Allah!, scambiando la cavalleria in arrivo per delle equivalenti unità turche. Come se ciò non bastasse, anche un comandante di corpo d'armata si confuse e ordinò all'artiglieria di aprire il fuoco. Ogni soldato oramai stava fuggendo sparando a qualsiasi cosa vedesse muoversi; lo stesso imperatore Giuseppe II fu scaraventato dal suo cavallo in un ruscello senza riportare danni degni di nota. Due giorni dopo l'esercito ottomano arrivò sul posto, e vide circa 1000 soldati morti o gravemente feriti, senza che avessero effettivamente mosso alcun attacco bellico. 